# Al-Sukhna
al-Sukhna (in arabo السخنة‎?) è una cittadina della Siria, sita nel Governatorato di Homs, tra la città di Homs e quella di Deir el-Zor. Si trova a circa 120 km a est della zona archeologica di Palmira (che oggi si chiama Tadmur) e nelle sue vicinanze si erge l'antico castello in cui si trovava una statua del dio Zeus, oggi in un museo di Istanbul.

## In età medievale
Conquistata nella prima metà del VII secolo dall'esercito musulmano condotto da Khalid ibn al-Walid, essa viene ricordata nel Muʿjam al-buldān di Yaqut, come pure da Ibn Battuta che, nella sua Riḥla, sottolineava come nel 1304 la cittadina fosse abitata prevalentemente da cristiani, mentre oggi è interamente musulmana.

## In età moderna
Al-Sukhna è un centro di produzione di Gas naturale.